# Danny Osorio
Pour les articles homonymes, voir Osorio.
Osorio  Calle est un nom espagnol. Le premier nom de famille, en général paternel, est Osorio ; le second, en général maternel, souvent omis, est Calle.
Danny Alberto Osorio Calle, né le 24 juin 1988 à La Estrella (Antioquia), est un coureur cycliste colombien. Il évolue au sein de l'équipe Medellín-EPM.

## Palmarès et résultats

### Palmarès par année
- 2014
  - 3e du Clásico RCN
- 2017
  - 1re étape de la Clásica de Marinilla
  - Vuelta a Antioquia :
    - Classement général
    - 5e étape (contre-la-montre)

  - 2e de la Clásica de Marinilla
  - 2e de la Clásica de El Carmen de Viboral
  - 3e de la Clásica de Anapoima
  - 3e du Clásico RCN
- 2018
  - 2e étape de la Clásica de Anapoima
- 2019
  - 1re étape de la Clásica de Marinilla
- 2020
  - 2e de la Vuelta a Antioquia
- 2021
  - 1re étape de la Vuelta al Gran Santander
  - 3e du Tour du Táchira
- 2023
  - 1re étape de la Clásica de Rionegro (contre-la-montre par équipes)
  - 1re étape du Tour du Panama (contre-la-montre par équipes)

### Classements mondiaux
| Année            | 2014 | 2015 | 2016 | 2017 | 2018 | 2019 |
| ---------------- | ---- | ---- | ---- | ---- | ---- | ---- |
| UCI America Tour | 261e |      |      |      | 180e | 495e |